# فهد الخشرم
فهد بن عبدالمحسن الفهد الخشرم (1908–1983)، والمعروف بـ«الخشرم»، هو شاعر نبطي وشعبي كويتي بارز في منتصف القرن العشرين. امتاز بشهرة واسعة في الكويت والخليج، خاصة عبر الأغاني الشعبية التي غناها مطربونٌ معروفون.

## النشأة والمسيرة المهنية
وُلد في أسرة كويتية عريقة عُرفت بمهن الغوص على اللؤلؤ، ولولا قصائده لربما ظل يمارس مهنة «الطواشة» التقليدية. نشأ في بيئة شهدت مجالس شعراء النبط مثل زيد الحرب وعبدالله الغصاب وفهد بورسلي، منهم تعلم وألّف بعض «الزهريّات» مما أثر في تكوينه الأدبي منذ وقت مبكر، حيث بدأ قرض الشعر الشعبي وخصوصاً فن الزهيريات الذي عُرف بقدرته على التعبير عن العاطفة والوجدان الجمعي.

## الأعمال
عرفه الجمهور من خلال طِباع جماهيرية لقصائده عبر الترديد الجلسي أو أداء الفرق الغنائية الشعبية. من أشهر أعماله القصيدة التي غناها الفنان الشعبي سعود الراشد بأسلوب «فن حساوي»، بعنوان:
- "من غير شرٍ صايب المحبوب"

وقد لامست كلماتها قلوب المستمعين بسبب بساطتها وعمقها العاطفي.
أصدر الخشرم عدداً من الدواوين الشعرية التي لاقت انتشاراً بين جمهور الشعر الشعبي، ومن أبرزها ديوانه المطبوع بعنوان "ديوان الشاعر فهد عبدالمحسن الفهد الخشرم" عام 2007، الذي نُشر عبر مركز جمعة الماجد للثقافة والتراث.
كما نُشرت له العديد من القصائد الزهيرية والأبوذيات في المنتديات الأدبية والملاحق الثقافية للصحف الكويتية والعربية، وكان حضوره بارزاً في المحافل الشعبية والمناسبات الأدبية داخل الكويت وخارجها.

## الأسلوب الأدبي
تميز بأسلوبه النبطي الشعري العربي الأصيل، الذي يمزج الحس الشعبي مع القافية المحلية. نالت قصائده شعبية بين الجمهور لما حملته من عمق معبر وبساطة بلاغية.
اتسم شعر الخشرم باستخدام اللغة الشعبية الكويتية والرموز المستمدة من البيئة المحلية، إضافةً إلى المعاني الإنسانية كالغربة، الفقد، الحب، والحنين. وقد وصفه بعض النقاد بأنه "الغريب الفصيح في الشعر الشعبي"، للدلالة على تفرّده في الأسلوب وقوة تراكيبه الشعرية.

## الوفاة وإرث
توفي عام 1983م، تاركًا إرثًا شعريًا غنيًا في الشعر النبطي والشعبي، تُردد بعض قصائده حتى اليوم في المناسبات الشعبية والخليجية.